# Pseudobagarius
Pseudobagarius és un gènere de peixos de la família dels akísids i de l'ordre dels siluriformes.

## Taxonomia
- Pseudobagarius alfredi (Ng & Kottelat 1998)[3]
- Pseudobagarius baramensis (Fowler, 1905)[4]
- Pseudobagarius filifer (Ng & Rainboth, 2005)[5]
- Pseudobagarius inermis (Ng & Kottelat, 2000)[6]
- Pseudobagarius leucorhynchus (Fowler, 1934)[7]
- Pseudobagarius macronemus (Bleeker, 1860)[8]
- Pseudobagarius meridionalis (Ng & Siebert, 2004)[9]
- Pseudobagarius nitidus (Ng & Rainboth, 2005)[10]
- Pseudobagarius pseudobagarius (Roberts, 1989)[11]
- Pseudobagarius similis (Ng & Kottelat, 1998)[12]
- Pseudobagarius sinensis (He, 1981)[13][14][15][16][17]